# Юнацька збірна Північної Македонії з футболу (U-20)
Юнацька збірна Північної Македонії з футболу (U-20) — національна футбольна збірна Північної Македонія гравців віком до 20 року, яка контролюється Футбольною федерацією Македонії. Представляє Північну Македонію на молодіжному чемпіонаті світу та юнацькому чемпіонаті Європи U-19.

## Виступи

### Чемпіонат світу U-20
| Рік     | Раунд              | Іг                 | В                  | Н                  | П                  | ЗМ                 | ПМ                 |
| ------- | ------------------ | ------------------ | ------------------ | ------------------ | ------------------ | ------------------ | ------------------ |
| 1977    | Не кваліфікувалася | Не кваліфікувалася | Не кваліфікувалася | Не кваліфікувалася | Не кваліфікувалася | Не кваліфікувалася | Не кваліфікувалася |
| 1979    | Не кваліфікувалася | Не кваліфікувалася | Не кваліфікувалася | Не кваліфікувалася | Не кваліфікувалася | Не кваліфікувалася | Не кваліфікувалася |
| 1981    | Не кваліфікувалася | Не кваліфікувалася | Не кваліфікувалася | Не кваліфікувалася | Не кваліфікувалася | Не кваліфікувалася | Не кваліфікувалася |
| 1983    | Не кваліфікувалася | Не кваліфікувалася | Не кваліфікувалася | Не кваліфікувалася | Не кваліфікувалася | Не кваліфікувалася | Не кваліфікувалася |
| 1985    | Не кваліфікувалася | Не кваліфікувалася | Не кваліфікувалася | Не кваліфікувалася | Не кваліфікувалася | Не кваліфікувалася | Не кваліфікувалася |
| 1987    | Не кваліфікувалася | Не кваліфікувалася | Не кваліфікувалася | Не кваліфікувалася | Не кваліфікувалася | Не кваліфікувалася | Не кваліфікувалася |
| 1989    | Не кваліфікувалася | Не кваліфікувалася | Не кваліфікувалася | Не кваліфікувалася | Не кваліфікувалася | Не кваліфікувалася | Не кваліфікувалася |
| 1991    | Не кваліфікувалася | Не кваліфікувалася | Не кваліфікувалася | Не кваліфікувалася | Не кваліфікувалася | Не кваліфікувалася | Не кваліфікувалася |
| 1993    | Не кваліфікувалася | Не кваліфікувалася | Не кваліфікувалася | Не кваліфікувалася | Не кваліфікувалася | Не кваліфікувалася | Не кваліфікувалася |
| 1995    | Не кваліфікувалася | Не кваліфікувалася | Не кваліфікувалася | Не кваліфікувалася | Не кваліфікувалася | Не кваліфікувалася | Не кваліфікувалася |
| 1997    | Не кваліфікувалася | Не кваліфікувалася | Не кваліфікувалася | Не кваліфікувалася | Не кваліфікувалася | Не кваліфікувалася | Не кваліфікувалася |
| 1999    | Не кваліфікувалася | Не кваліфікувалася | Не кваліфікувалася | Не кваліфікувалася | Не кваліфікувалася | Не кваліфікувалася | Не кваліфікувалася |
| 2001    | Не кваліфікувалася | Не кваліфікувалася | Не кваліфікувалася | Не кваліфікувалася | Не кваліфікувалася | Не кваліфікувалася | Не кваліфікувалася |
| 2003    | Не кваліфікувалася | Не кваліфікувалася | Не кваліфікувалася | Не кваліфікувалася | Не кваліфікувалася | Не кваліфікувалася | Не кваліфікувалася |
| 2005    | Не кваліфікувалася | Не кваліфікувалася | Не кваліфікувалася | Не кваліфікувалася | Не кваліфікувалася | Не кваліфікувалася | Не кваліфікувалася |
| 2007    | Не кваліфікувалася | Не кваліфікувалася | Не кваліфікувалася | Не кваліфікувалася | Не кваліфікувалася | Не кваліфікувалася | Не кваліфікувалася |
| 2009    | Не кваліфікувалася | Не кваліфікувалася | Не кваліфікувалася | Не кваліфікувалася | Не кваліфікувалася | Не кваліфікувалася | Не кваліфікувалася |
| 2011    | Не кваліфікувалася | Не кваліфікувалася | Не кваліфікувалася | Не кваліфікувалася | Не кваліфікувалася | Не кваліфікувалася | Не кваліфікувалася |
| 2013    | Не кваліфікувалася | Не кваліфікувалася | Не кваліфікувалася | Не кваліфікувалася | Не кваліфікувалася | Не кваліфікувалася | Не кваліфікувалася |
| 2015    | Не кваліфікувалася | Не кваліфікувалася | Не кваліфікувалася | Не кваліфікувалася | Не кваліфікувалася | Не кваліфікувалася | Не кваліфікувалася |
| Загалом | 0/20               | 0                  | 0                  | 0                  | 0                  | 0                  | 0                  |

### Чемпіонат Європи U-18/U-19
| Рік     | Раунд              | Іг                 | В                  | Н                  | П                  | ЗМ                 | ПМ                 |
| ------- | ------------------ | ------------------ | ------------------ | ------------------ | ------------------ | ------------------ | ------------------ |
| до 1995 | Дивись Югославію   | Дивись Югославію   | Дивись Югославію   | Дивись Югославію   | Дивись Югославію   | Дивись Югославію   | Дивись Югославію   |
| 1996    | Не кваліфікувалася | Не кваліфікувалася | Не кваліфікувалася | Не кваліфікувалася | Не кваліфікувалася | Не кваліфікувалася | Не кваліфікувалася |
| 1997    | Не кваліфікувалася | Не кваліфікувалася | Не кваліфікувалася | Не кваліфікувалася | Не кваліфікувалася | Не кваліфікувалася | Не кваліфікувалася |
| 1998    | Не кваліфікувалася | Не кваліфікувалася | Не кваліфікувалася | Не кваліфікувалася | Не кваліфікувалася | Не кваліфікувалася | Не кваліфікувалася |
| 1999    | Не кваліфікувалася | Не кваліфікувалася | Не кваліфікувалася | Не кваліфікувалася | Не кваліфікувалася | Не кваліфікувалася | Не кваліфікувалася |
| 2000    | Не кваліфікувалася | Не кваліфікувалася | Не кваліфікувалася | Не кваліфікувалася | Не кваліфікувалася | Не кваліфікувалася | Не кваліфікувалася |
| 2001    | Не кваліфікувалася | Не кваліфікувалася | Не кваліфікувалася | Не кваліфікувалася | Не кваліфікувалася | Не кваліфікувалася | Не кваліфікувалася |
| 2002    | Не кваліфікувалася | Не кваліфікувалася | Не кваліфікувалася | Не кваліфікувалася | Не кваліфікувалася | Не кваліфікувалася | Не кваліфікувалася |
| 2003    | Не кваліфікувалася | Не кваліфікувалася | Не кваліфікувалася | Не кваліфікувалася | Не кваліфікувалася | Не кваліфікувалася | Не кваліфікувалася |
| 2004    | Не кваліфікувалася | Не кваліфікувалася | Не кваліфікувалася | Не кваліфікувалася | Не кваліфікувалася | Не кваліфікувалася | Не кваліфікувалася |
| 2005    | Не кваліфікувалася | Не кваліфікувалася | Не кваліфікувалася | Не кваліфікувалася | Не кваліфікувалася | Не кваліфікувалася | Не кваліфікувалася |
| 2006    | Не кваліфікувалася | Не кваліфікувалася | Не кваліфікувалася | Не кваліфікувалася | Не кваліфікувалася | Не кваліфікувалася | Не кваліфікувалася |
| 2007    | Не кваліфікувалася | Не кваліфікувалася | Не кваліфікувалася | Не кваліфікувалася | Не кваліфікувалася | Не кваліфікувалася | Не кваліфікувалася |
| 2008    | Не кваліфікувалася | Не кваліфікувалася | Не кваліфікувалася | Не кваліфікувалася | Не кваліфікувалася | Не кваліфікувалася | Не кваліфікувалася |
| 2009    | Не кваліфікувалася | Не кваліфікувалася | Не кваліфікувалася | Не кваліфікувалася | Не кваліфікувалася | Не кваліфікувалася | Не кваліфікувалася |
| 2010    | Не кваліфікувалася | Не кваліфікувалася | Не кваліфікувалася | Не кваліфікувалася | Не кваліфікувалася | Не кваліфікувалася | Не кваліфікувалася |
| 2011    | Не кваліфікувалася | Не кваліфікувалася | Не кваліфікувалася | Не кваліфікувалася | Не кваліфікувалася | Не кваліфікувалася | Не кваліфікувалася |
| 2012    | Не кваліфікувалася | Не кваліфікувалася | Не кваліфікувалася | Не кваліфікувалася | Не кваліфікувалася | Не кваліфікувалася | Не кваліфікувалася |
| 2013    | Не кваліфікувалася | Не кваліфікувалася | Не кваліфікувалася | Не кваліфікувалася | Не кваліфікувалася | Не кваліфікувалася | Не кваліфікувалася |
| 2014    | Не кваліфікувалася | Не кваліфікувалася | Не кваліфікувалася | Не кваліфікувалася | Не кваліфікувалася | Не кваліфікувалася | Не кваліфікувалася |
| 2015    | Не кваліфікувалася | Не кваліфікувалася | Не кваліфікувалася | Не кваліфікувалася | Не кваліфікувалася | Не кваліфікувалася | Не кваліфікувалася |
| 2016    | Не кваліфікувалася | Не кваліфікувалася | Не кваліфікувалася | Не кваліфікувалася | Не кваліфікувалася | Не кваліфікувалася | Не кваліфікувалася |
| Загалом | 0/21               | 0                  | 0                  | 0                  | 0                  | 0                  | 0                  |